# Aktyna

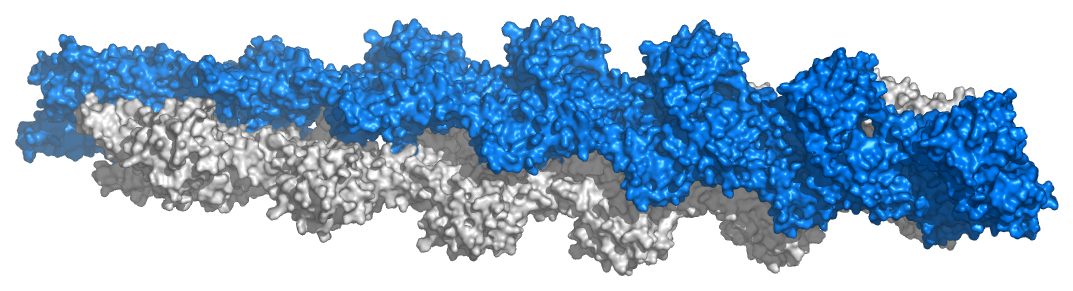
Model aktyny F.

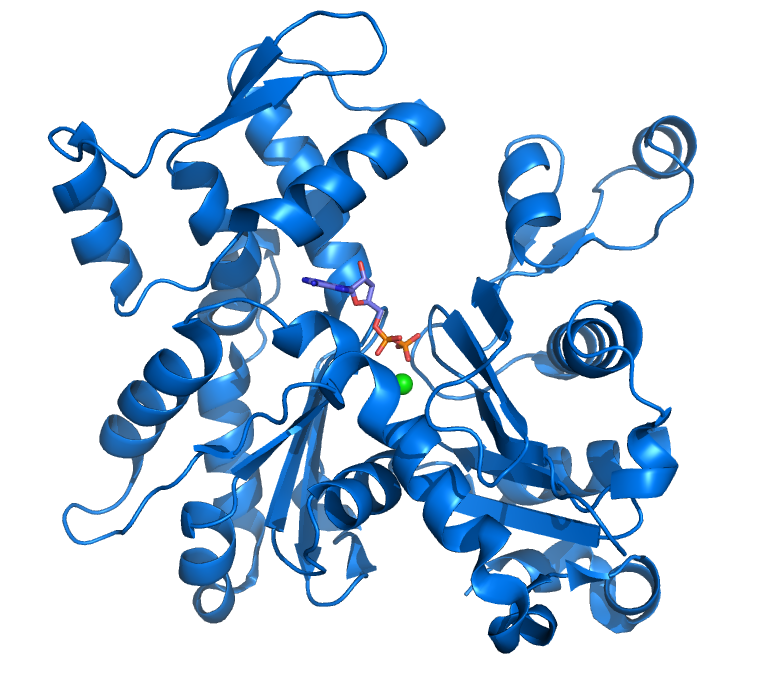
Model aktyny G.

Aktyna – kurczliwe białko budujące filamenty cienkie miofibryli oraz mikrofilamenty. Wraz z miozyną tworzy aktomiozynę. Występuje w dwóch postaciach:
- fibrylarnej (włókienkowej) – aktyna F;
- globularnej – aktyna G (która w obecności jonów magnezu przechodzi w formę F)[1][2].

Aktyna występuje w cytoplazmie praktycznie wszystkich komórek eukariotycznych, gdzie jest elementem cytoszkieletu, biorącym udział m.in. utrzymywaniu (i zmianach) kształtu oraz ruchach komórki, a także w jądrze komórkowym (aktyna jądrowa).